# John Jenkins (koszykarz)
John Logan Jenkins III (ur. 6 marca 1991 w Hendersonville) – amerykański koszykarz, występujący na pozycji rzucającego obrońcy, obecnie zawodnik Hapoelu Ejlat.

## NCAA
Jako debiutant, reprezentując barwy drużyny Vanderbilt Commodores, pokazał się jako czołowy strzelec ligi NCAA, trafiając 48,3% rzutów za trzy punktów. W kolejnych latach jego skuteczność spadała do 40,8% na drugim roku i 43,9% na trzecim.
Jako drugoroczniak był najlepszym strzelcem konferencji ze średnią 19,5 punktu i w liczbie celnych rzutów za trzy punkty (3,1 na mecz). Zajął też drugie miejsce pod względem skuteczności wykonywania rzutów osobistych. Został wybrany przez serwis Fox Sports do piątej drużyny najlepszych zawodników całego kraju.
Na trzecim roku jego średnia wzrosła do 19,9 punktu na mecz, dzięki czemu drugi raz z rzędu został najlepszym strzelcem konferencji. Wyrównał też rekord konferencji pod względem liczby celnych rzutów za trzy punkty w jednym sezonie, trafiając 134 takie rzuty. Po sezonie został wybrany do trzeciego składu krajowego przez Associated Press.

## NBA
9 kwietnia 2012 Jenkins zrezygnował z ostatniego roku na uczelni i przystąpił do draftu w 2012 roku. Został w nim wybrany z 23. numerem przez Atlanta Hawks. 24 lipca 2015 podpisał umowę z klubem Dallas Mavericks. Został zwolniony 22 lutego 2016. 24 lutego 2016 został pozyskany przez Phoenix Suns. 6 stycznia 2017 został zwolniony przez klub z Arizony.
25 września 2017 podpisał umowę z Atlantą Hawks. 6 października został zwolniony.
30 stycznia 2019 podpisał 10-dniowy kontrakt z Washington Wizards. 11 lutego zawarł 10-dniową umowę z New York Knicks. 20 lutego podpisał z Knicks umowę do końca sezonu.
6 stycznia 2020 został zawodnikiem chińskiego Jiangsu Nangang Dragons Nanjing. 26 lutego 2020 dołączył do izraelskiego Hapoelu Ejlat.

## Osiągnięcia
Stan na 29 lutego 2020, na podstawie, o ile nie zaznaczono inaczej.
NCAA
- Uczestnik turnieju NCAA (2010–2012)
- Mistrz turnieju konferencji Southeastern (SEC – 2012)
- MVP turnieju:
  - SEC (2012)[16]
  - Legends Classic (2012)
- Najlepszy rezerwowy SEC (2010)
- Zaliczony do:
  - III składu All-American (2012 przez Associated Press, Sporting News)
  - I składu:
    - SEC (2011, 2012)
    - debiutantów SEC (2010)
    - turnieju:
      - SEC (2012)
      - Legends Classic (2012)
      - Puerto Rico Tip-Off Classic (2011)
- Lider NCAA w liczbie celnych (134) rzutów za 3 punkty (2012)

Reprezentacja
- Uczestnik uniwersjady (2011 – 5. miejsce)

## Statystyki
Stan na koniec sezonu 2018/19

### NCAA
Na podstawie ESPN.go.com (ang.)
| Sezon   | Drużyna    | M  | S5 | MPG  | FG%   | 3P%   | FT%   | RPG | APG | SPG | BPG | PPG  |
| ------- | ---------- | -- | -- | ---- | ----- | ----- | ----- | --- | --- | --- | --- | ---- |
| 2009/10 | Vanderbilt | 31 | 7  | 23,1 | 46,8% | 48,3% | 80,0% | 2,2 | 1,0 | 0,5 | 0,2 | 10,9 |
| 2010/11 | Vanderbilt | 32 | 32 | 34,5 | 46,2% | 40,8% | 89,4% | 3,0 | 1,2 | 0,8 | 0,3 | 19,5 |
| 2011/12 | Vanderbilt | 35 | 35 | 33,6 | 47,4% | 43,9% | 83,7% | 2,9 | 1,2 | 0,8 | 0,3 | 19,9 |
| Razem   |            | 98 | 0  | 30,6 | 46,8% | 43,8% | 85,6% | 2,7 | 1,1 | 0,7 | 0,3 | 16,9 |

### NBA
Na podstawie Basketball-Reference.com (ang.)

#### Sezon regularny
| Sezon   | Drużyna    | M   | S5 | MPG  | FG%   | 3P%   | FT%   | RPG | APG | SPG | BPG | PPG |
| ------- | ---------- | --- | -- | ---- | ----- | ----- | ----- | --- | --- | --- | --- | --- |
| 2012/13 | Atlanta    | 61  | 2  | 14,8 | 44,6% | 38,4% | 84,3% | 1,5 | 0,9 | 0,2 | 0,2 | 6,1 |
| 2013/14 | Atlanta    | 13  | 0  | 12,2 | 38,1% | 22,2% | 100%  | 1,7 | 0,8 | 0,1 | 0,1 | 3,1 |
| 2014/15 | Atlanta    | 24  | 3  | 12,4 | 49,5% | 40,4% | 84,2% | 1,6 | 0,5 | 0,4 | 0,0 | 5,6 |
| 2015/16 | Dallas     | 21  | 1  | 9,2  | 41,4% | 15,8% | 88,9% | 1,0 | 0,4 | 0,1 | 0,0 | 3,3 |
| 2015/16 | Phoenix    | 22  | 2  | 13,0 | 46,7% | 40,6% | 80,0% | 1,6 | 1,2 | 0,2 | 0,0 | 5,0 |
| 2016/17 | Phoenix    | 4   | 0  | 3,3  | 40,0% | 50,0% | 100%  | 0,3 | 0,3 | 0,0 | 0,0 | 1,8 |
| 2018/19 | Washington | 4   | 0  | 3,5  | 100%  | 100%  | –     | 0,3 | 0,3 | 0,0 | 0,0 | 1,5 |
| 2018/19 | New York   | 22  | 0  | 14,5 | 38,8% | 35,7% | 83,3% | 1,6 | 1,0 | 0,0 | 0,1 | 5,2 |
| Razem   |            | 171 | 8  | 12,8 | 44,1% | 36,7% | 84,7% | 1,5 | 0,8 | 0,2 | 0,1 | 5,0 |

#### Play-offy
| Sezon | Drużyna | M | S5 | MPG | FG%   | 3P%   | FT% | RPG | APG | SPG | BPG | PPG |
| ----- | ------- | - | -- | --- | ----- | ----- | --- | --- | --- | --- | --- | --- |
| 2013  | Atlanta | 4 | 0  | 6,0 | 0,0%  | 0,0%  | –   | 0,5 | 0,8 | 0,0 | 0,0 | 0,0 |
| 2015  | Atlanta | 4 | 0  | 5,3 | 66,7% | 50,0% | –   | 0,8 | 0,0 | 0,0 | 0,0 | 2,5 |
| Razem |         | 8 | 0  | 5,6 | 44,4% | 40,0% | –   | 0,6 | 0,4 | 0,0 | 0,0 | 1,3 |